# Droop-kvóta
A Droop-kvóta a leggyakrabban használt arányossági kvóta az egyéni átruházható szavazat (STV) rendszerben tartott választásokon. Néha használják a pártlistás arányos képviseletben is (legnagyobb maradék típusú módszerként). Az STV-választáson a kvóta az a minimális szavazatszám, amelyet egy jelöltnek meg kell szereznie ahhoz, hogy megválasztható legyen. A jelölt által a kvóta felett kapott szavazatokat (többletszavazatokat) egy másik jelöltre ruházzák át (egy fajta győzteskompenzációként). A Droop-kvótát 1868-ban Henry Richmond Droop (1831–1884) angol jogász és matematikus dolgozta ki a korábbi Hare-kvóta helyettesítésére.
Ma a Droop-kvótát használják szinte az összes STV-választáson, többek között Indiában, az Ír Köztársaságban, Észak-Írországban, Máltán és Ausztráliában, és pártlistás mandátumok kiosztására is használják a legnagyobb maradék modellen keresztül Dél-Afrikában. A Droop-kvóta nagyon hasonlít az egyszerűbb Hagenbach–Bischoff-kvótára, amelyet néha lazán „Droop-kvótának” is neveznek.

## Képlet
A Droop-kvótát több különböző képletként is fel szokták tüntetni. Az Ír Köztársaságban használt képletet általában a következőképpen írják le:
(összes szavazat / (összes mandátum + 1) ) + 1
- Összes szavazat = az összes érvényes szavazat száma; vagyis a választáson leadott nem érvénytelen szavazatok száma
- Összes mandátum = a választáson betöltendő képviselői helyek száma

## Példa az STV-ben való használatra
Képzeljünk el egy olyan választást, amelyen 2 betöltendő mandátum és 3 jelölt van: Andrea, Barnabás  és Cecília. 102 szavazó van. A szavazók közül kettő érvénytelenül szavazott. A maradék 100 szavazó a következőképpen szavaz:
| 60 szavazó           | 14 szavazó           | 26 szavazó            |
| 1. Andrea 2. Cecília | 1. Cecília 2. Andrea | 1. Barnabás 2. Andrea |

Az urnában 100 érvényes szavazat van, a Droop-kvóta lefelé kerekítése előtt tehát:
{\displaystyle {\frac {100}{2+1}}+1=34{\frac {1}{3}}}
Kerekítve (ebben  az esetben lefelé) a Droop-kvóta 34. A számolás megkezdéséhez az egyes jelöltekre adott első preferenciás szavazatokat kell összeszámolni, ezek a következők:
- Andrea: 60
- Barnabás: 26
- Cecília: 14

Andreának több mint 34 szavazata van, így elérte a kvótát és mandátumot szerez. A Droop-kvóta szerint 24 többletszavazatot kapott és minden szavazójának második preferenciája Cecília, így ezek a szavazatok hozzá kerülnek át. Az eredmény állása ezután a következő:
- Cecília: 40
- Barnabás: 26

Carter most elérte a kvótát, így ő szerzi a második mandátumot. A választás nyertesei tehát Andrea és Cecília.

## Összehasonlítás a Hare-kvótával
A Droop-kvóta kisebb, mint a Hare-kvóta, és hatékonyabbnak tekinthető a szavazatok számlálásánál – mivel egy jelöltnek csak a kisebb kvótára van szüksége a megválasztáshoz, a győzteseket gyakran kevesebb számlálási körrel határozzák meg. Összességében a két kvóta többnyire hasonló eredményeket ad. Az eredmények azonban gyakran eltérnek, különösen az utolsó mandátum kiosztása tekintetében, amelyet a szavazatok átcsoportosítása után határoznak meg. A fenti példában a Droop-kvótát használva (34) Andrea szavazatai közül több kerülne át Cecíliához (60-34=26), és Cecília körülbelül 40 szavazattal (14+26) nyerné meg a második helyet Barnabás 26 szavazata ellenében.
- Egy többnyerteses választáson a Hare-kvóta kedvezőbb a kis pártoknak, mint a Droop-kvóta, mert valamivel nagyobb esélyük van az utolsó mandátum megszerzésére, ugyanis kevesebb a győzteskompenzáció (a győztesekre leadott többletszavazatok egy része elveszik).
- Bizonyos típusú nyílt listás, többnyerteses választáson a Hare-kvóta keretében előfordulhat, hogy a szavazók egyértelmű többsége által támogatott párt csak kisebb mandátumot szerezhet, ha a szavazatok nem oszlanak meg viszonylag egyenletesen a párt összes jelöltje között. Így a többségi uralom elve a Droop-kvótát részesíti előnyben.
- Az azonnali többfordulós szavazáson, azaz egy olyan preferenciális szavazást alkalmazó választásokon, ahol csak egy mandátumot kell betölteni, a Hare- és Droop-kvóták egyenértékűek, mivel nincs szükség többletszavazat átadása (a győztes viszi az egyetlen mandátumot, se vesztesek, se győztesek kompenzációja nincs). Mindkét esetben, ha csak két jelölt marad, a több szavazattal (relatív többséggel) rendelkező jelöltet választják meg, ez azonban ekkor már szükségszerűen abszolút többséget (több, mint 50%-ot) is jelent.

A Droop-kvóta ma az STV-választások leggyakrabban használt kvóta.

## Összehasonlítás a Hagenbach–Bischoff-kvótával
A Droop-kvóta nem garantálja feltétlenül, hogy a szavazók szolid többségét támogató párt ne kapjon kisebbségi mandátumot. Az egyetlen kvóta, amely alatt ez még ritka esetekben sem fordulhat elő, a valamivel kisebb Hagenbach–Bischoff-kvóta, amelynek képlete megegyezik a Droop-kvótájéval, kivéve, hogy a hányadost nem növelik a következő egész számra. A másik különbség a Droop- és a Hagenbach–Bischoff-kvóták között, hogy a Droop-kvóta alatt matematikailag lehetetlen, hogy több jelölt érje el a kvótát, mint ahány mandátum van betölthető, holott holtverseny lehetséges. Ez megtörténhet Hagenbach–Bischoff alatt, de ha megtörténik, akkor egyfajta döntetlenként kezelik, ahol egy jelöltet véletlenszerűen választanak ki a kiejtésre. A negatív hatások egy részét elkerülő kompromisszum lehet a Hagenbach–Bischoff-kvóta nagyon kis töredékével való növelése, de úgy, hogy ez a szám még ne érje el Droop-kvóta értékét.

## További irodalom
- Droop, Henry Richmond. On the Political and Social Effects of Different Methods of Electing Representatives (1869)
- Droop (1881). „On methods of electing representatives”. Journal of the Statistical Society of London 44 (2), 141–196 [Discussion, 197–202]. o. DOI:10.2307/2339223. Reprinted in Voting matters Issue 24 (October 2007) pp. 7–46.

## Fordítás
Ez a szócikk részben vagy egészben  a   Droop quota című angol Wikipédia-szócikk ezen változatának fordításán alapul.  Az eredeti cikk szerkesztőit annak laptörténete sorolja fel. Ez a jelzés csupán a megfogalmazás eredetét és a szerzői jogokat jelzi, nem szolgál a cikkben szereplő információk forrásmegjelöléseként.